# Rue Général-Lasserre
La rue Général-Lasserre est une voie de circulation de la commune de Mont-de-Marsan, dans le département français des Landes.

## Présentation
Longue de 200 mètres, elle relie la place Joseph-Pancaut au nord à la place Stanislas-Baron au sud.

## Nom
La rue est ainsi nommée par décision du conseil municipal du 27 janvier 1939 en hommage à Jean-Baptiste Lasserre, général né et mort à Mont-de-Marsan.
Avant cette date, elle porte successivement depuis le début du XIXe siècle le nom de rue des Tonneliers (1812), rue de Laborde-Bouquet (1813), rue du chevalier Blousson (1826), rue Borde-Bousquet en sa partie nord et rue des Laurettes en sa partie sud (1845), rue des Lorettes, rue de la Gare (1884), rue Poguessa (1899), boulevard de la Gare (1895), rue de la Gare (1901) et rue de la Victoire (1918).
Avant cela encore, elle porte sur des actes notariés les noms de chemin public de Lestrade (1599), la Croix-du-Bouquet, rue Marine (1794).

### Histoire
XIXe siècle
La rue est tracée sur le chemin vicinal de grande communication n°4 qui se terminait à la gare de Mont-de-Marsan, mise en service en 1857, et située jusqu'en 1866 sur la commune voisine de Saint-Pierre-du-Mont.
A l'emplacement du nº17 rue Général-Lasserre, à l'angle de la rue Léon-Lalanne, se situait l'ancienne métairie du Plumaçon, dont les champs et les vignes plus au sud, également rattachés jusqu'en 1866 à la commune de Saint-Pierre-du-Mont, ont servi d'emprise à l'édification des arènes du Plumaçon en 1889.

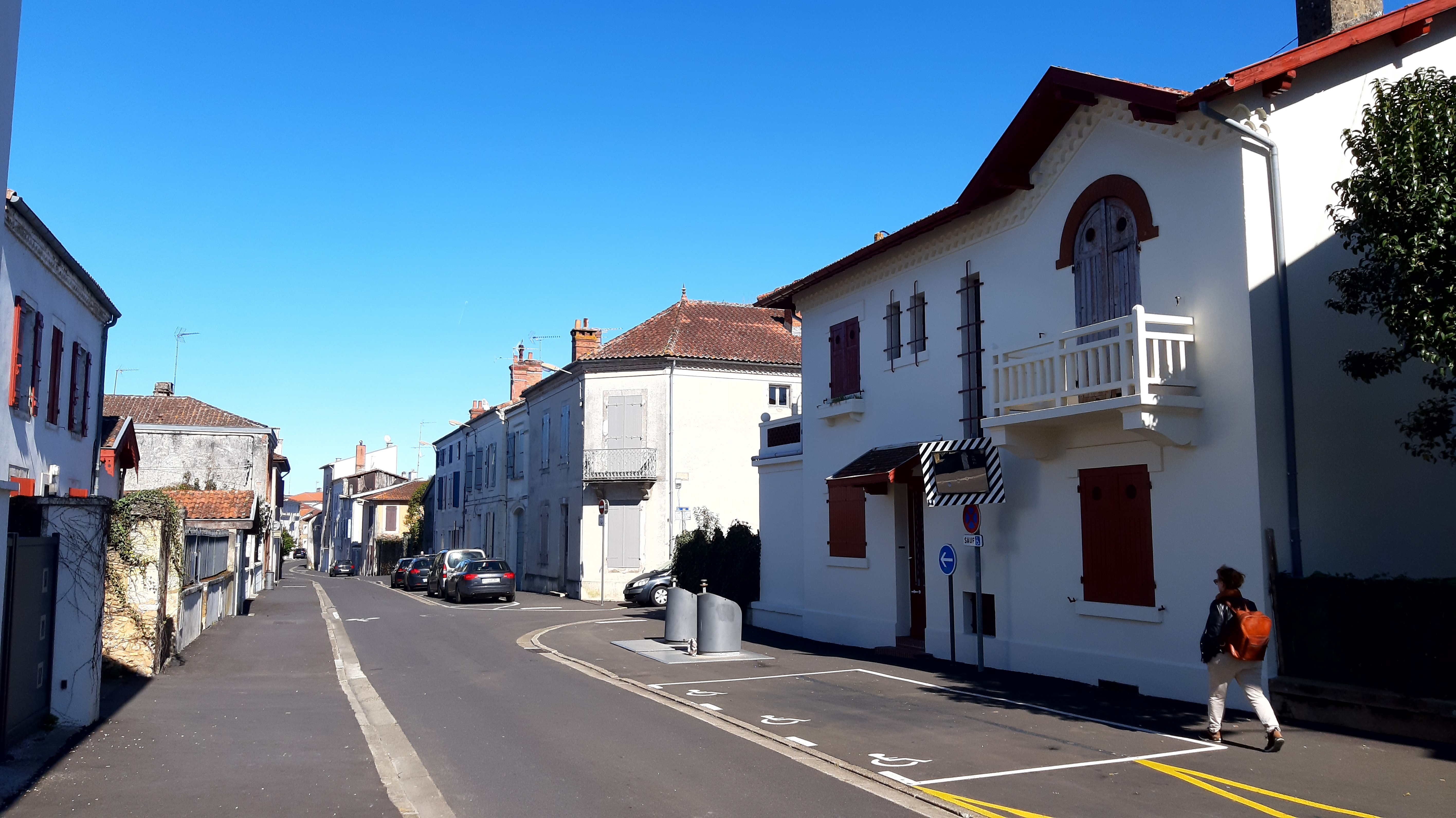
Rue Général-Lasserre (le n°17 est la première maison à droite sur la photo)

XXe siècle
Le couvent des Dames de Lorette et de son pensionnat de jeunes fille Jeanne-d'Arc est créé en 1830 au n°8 de l'actuelle rue Général-Lasserre. Il fonctionne jusqu'en 1933, date à laquelle la congrégation enseignante de l'Immaculée Conception est expropriée en application de la loi du 7 juillet 1904.
Au début de l'Occupation de la ville le 27 juin 1940, l'ancien pensionnat de jeunes filles est réquisitionnée, comme d'autres établissements scolaires (école normale de Mont-de-Marsan, lycée Victor-Duruy, école de Saint-Jean-d'Août) et sert de cantonnement aux soldats allemands. Les derniers d'entre eux quittent les lieux dans la nuit du 20 août 1944, au moment de la libération de Mont-de-Marsan.
Depuis le 1er février 1988, cet emplacement est occupé par le Foyer de jeunes travailleurs Nelson-Mandela.

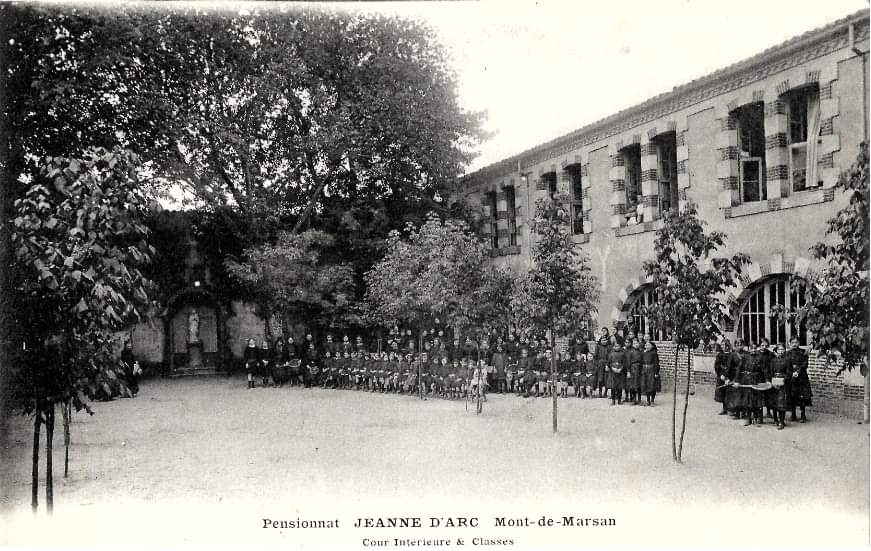
Ancien pensionnat Jeanne-d'Arc

Au n°9 se situe la maison de naissance du Général Lasserre. La façade est ornée d'un médaillon en bronze réalisé par le sculpteur Cel le Gaucher représentant le buste de l'officier coiffé du casque colonial. Cette œuvre est inaugurée le 26 août 1945, jour de l'anniversaire du général.

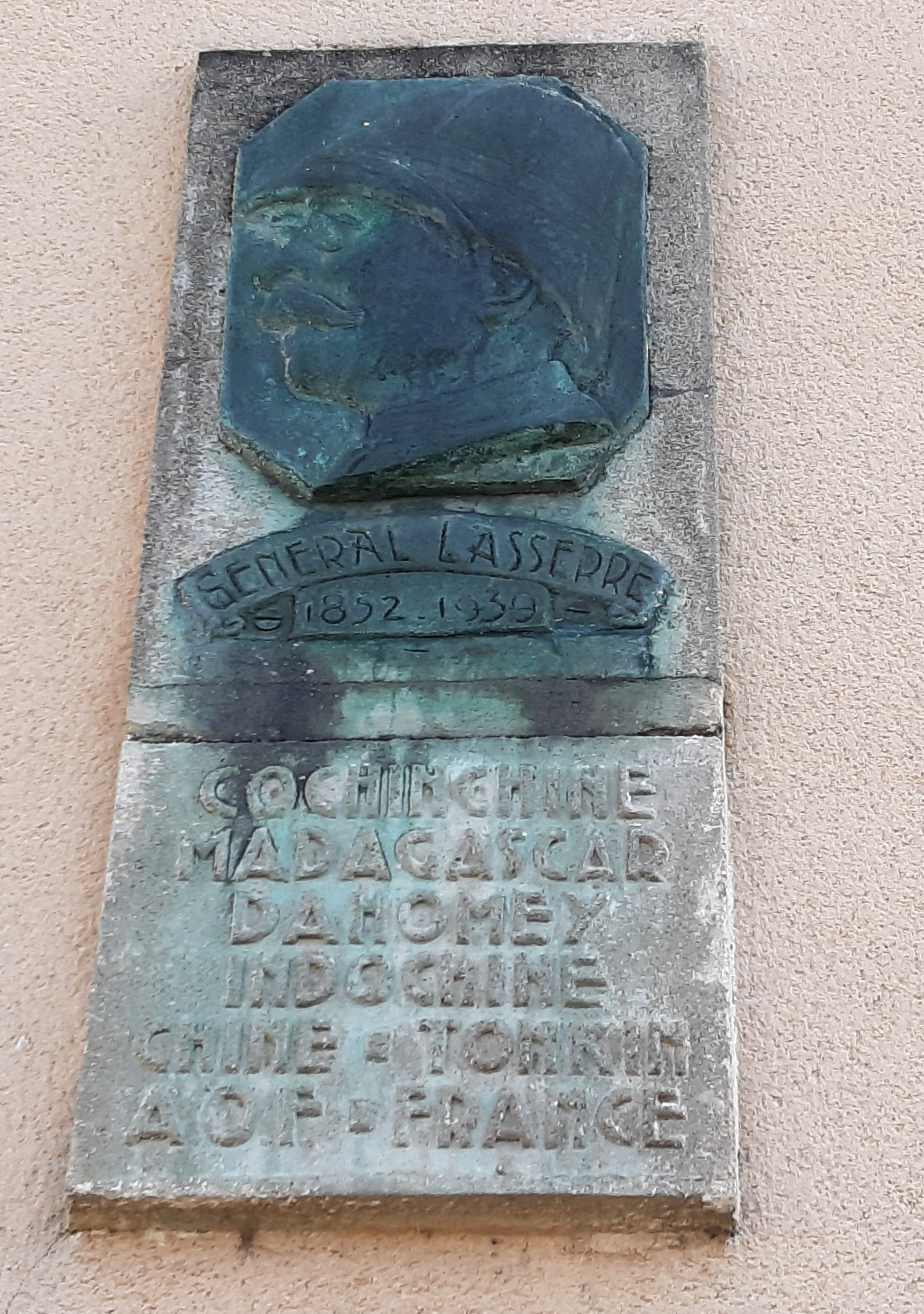
Médaillon en bronze réalisé par Cel le Gaucher honorant la mémoire du général Lasserre au n°9.